# Corte Superior de Justicia de Huánuco
La Corte Superior de Justicia de Huánuco es el tribunal de apelación cuya sede es la ciudad de Huánuco, capital del departamento homónimo y cuya competencia se extiende a todo el Distrito Judicial de Huánuco. Fue creada el 30 de diciembre de 1935 durante el gobierno de Oscar R. Benavides. Está compuesta por un total de 5 salas superiores que conocen en segunda instancia las sentencias expedidas por los juzgados especializados del distrito judicial.

## Historia
La Corte Superior de Justicia de Huánuco  fue creada mediante Ley N° 8166 expedida el 20 de diciembre de 1935 durante el gobierno del presidente Oscar R. Benavides que dispuso sacar de la jurisdicción de la Corte Superior de Justicia de Junín los territorios correspondientes al departamento de Huánuco y la provincia de Pasco. Posteriormente esta división sería conocida como Distrito Judicial de Huánuco, Pasco y Coronel Portillo habida cuenta que su inicial jurisdicción abarcaba en su integridad el territorio del departamento de Huánuco y del departamento de Pasco así como la provincia de Coronel Portillo. La corte se instaló el 30 de abril de 1936 siendo el primer presidente de la Corte el doctor Eduardo Gómez Carrera y los vocales Octavio Cebreros, Carlos Ayarza, David Sobrevilla, César García y Humberto Mares.
En 1979, la provincia de Coronel Portillo se separó de este distrito judicial para dar lugar a la creación del Distrito Judicial de Ucayali. Posteriormente, el 17 de septiembre del 2004, mediante Resolución del Consejo Ejecutivo del Poder Judicial N° 168-2004-CE se creó el Distrito Judicial de Pasco manteniéndose este distrito judicial únicamente como el Distrito Judicial de Huánuco.

## Competencia territorial
Según la organización territorial inicial, las Cortes Superiores tenían competencia territorial en el departamento de su sede, el mismo que se correspondía con un determinado Distrito Judicial. Sin embargo, esta división fue modificándose paulatinamente por razones de cercanía comunicativa. En la actualidad la Corte Superior de Justicia de Huánuco es competente territorialmente sobre las siete de las provincias del departamento de Huánuco (Huánuco, Ambo, Dos de Mayo, Huamalíes, Lauricocha, Leoncio Prado, Pachitea y Yarowilca). Las provincias de Marañón y Huacaybamba están bajo la jurisdicción de la Corte Superior de Justicia de Áncash y la de Puerto Inca bajo la de Ucayali.

## Composición
La Corte Superior de Justicia de Huánuco está conformada por 5 salas superiores. Dos civiles y tres penales todas con sede en la ciudad de Huánuco. Cada Sala está conformada por tres jueces superiores que, en el Perú, reciben la denominación de "vocales superiores". La reunión de todos los vocales superiores constituyen la "Sala Plena" que es el máximo órgano deliberativo de la Corte Superior.

## Presidente de la Corte Superior
De conformidad con los artículos 38 y 45 de la Ley Orgánica del Poder Judicial, los vocales eligen un Presidente de la Corte Superior. En el caso de Huánuco, la elección se realiza el primer jueves del mes de diciembre cada dos años mediante votación secreta de los vocales superiores titulares.
El actual Presidente de la Corte Superior es el doctor Elmer Richard Ninaquispe Chávez.